# كارول لاوري
كارول لاوري هي مغنية وكاتبة سيناريو وموسيقية ومنتجة أفلام ومخرجة وممثلة كندية، ولدت في 5 أغسطس 1948 في كندا.

## أعمال

### أفلام
- (1978) أخرج مناديلك
- (1981) الهروب إلى النصر

## وصلات خارجية
- كارول لاوري على موقع IMDb (الإنجليزية)
- كارول لاوري على موقع ألو سيني (الفرنسية)
- كارول لاوري على موقع ميوزك برينز (الإنجليزية)
- كارول لاوري على موقع أول موفي (الإنجليزية)
- كارول لاوري على موقع قاعدة بيانات الأفلام السويدية (السويدية)
- كارول لاوري على موقع إن إن دي بي (الإنجليزية)
- كارول لاوري على موقع أول ميوزيك (الإنجليزية)
- كارول لاوري على موقع ديسكوغز (الإنجليزية)
- كارول لاوري على موقع قاعدة بيانات الفيلم (الإنجليزية)
- كارول لاوري على موقع كينوبويسك (الروسية)